# Erste Universität für Wissenschaft und Technologie Kaohsiung
Koordinaten: 22° 45′ 16″ N, 120° 20′ 0″ O
Die Erste Nationaluniversität für Wissenschaft und Technologie Kaohsiung (chinesisch 國立高雄第一科技大學, Pinyin Guólì Gaōxióng Dìyī Kējì Dàxúe, Tongyong Pinyin Gúolì Gaosyóng Kējì Dàsyúe, NKFUST) war eine Forschungsuniversität in Kaohsiung, Taiwan, die von 1995 (als Technische Hochschule) bzw. 1998 (als Universität) bis 2018 existierte. Sie war auch unter der umgangssprachlichen Kurzform ihres chinesischen Namens Gaōkēdà (高科大) oder Gaōxióngkēdà (高雄科大) bekannt.
Am 1. Februar 2018 ging die NKFUST gemeinsam mit der Nationaluniversität Kaohsiung für Angewandte Wissenschaften (KUAS) und der Nationalen Meeresuniversität Kaohsiung (NKMU) in der neu gegründeten Nationaluniversität Kaohsiung für Naturwissenschaften und Technik (NKUST) auf.

## Gründungsgeschichte
Am 1. Juli 1995 wurde das Nationalinstitut für Technik Kaohsiung (年國立高雄技術學院, National Institute of Technology at Kaohsiung) gegründet. Mit dem 1. Juli 1998 erhielt die Einrichtung den Rang einer Universität und die Bezeichnung Erste Nationaluniversität für Wissenschaft und Technologie Kaohsiung (年國立高雄第一科技大學, National Kaohsiung First University of Science and Technology). 
Im Jahr 2009 waren an fünf Fakultäten mit insgesamt 15 Fachbereichen und 238 Professoren 6.718 Studenten eingeschrieben.

## Direktoren
In der folgenden Tabelle sind die amtierenden Direktoren aufgelistet (bis Juli 1998 noch Nationalinstitut für Technik, danach Universität).
| Name                   | Amtszeit                   |
| ---------------------- | -------------------------- |
| Gu Jiaheng (谷家恆)    | Juli 1995 – Juli 2004      |
| Yichang Zhou (周義昌)  | August 2004 – Juli 2009    |
| Zhou Zhihong (周至宏)  | August 2009 – Februar 2010 |
| Xu Mengxiang (許孟祥)  | März 2010 – April 2010     |
| Chen Zhenyuan (陳振遠) | Mai 2010 – Januar 2018     |

## Fakultäten
- College of Engineering

Chinesisches Logo

  - Ph.D. Program, Institute of Engineering Science and Technology
  - Institute of Systems and Control Engineering
  - Department of Construction Engineering
  - Department of Safety, Health and Environmental Engineering
  - Department of Mechanical and Automation Engineering
  - Institute of Industrial Design
- College of Management
  - Ph.D. Program, Institute of Management
  - Institute of Business Management
  - International Master of Business Administration
  - Institute of Law in Science and Technology
  - Department of Logistics Management
  - Department of Information Management
  - Department of Marketing and Distribution Management
  - Institute of Electronic Business
- College of Electrical Engineering and Computer Science
  - Institute of Electro-Optical Engineering
  - Undergraduate Honors Program of Engineering
  - Department of Computer and Communication Engineering
  - Department of Electronic Engineering
  - Institute of Electronic Engineering and Computer Science
- College of Finance and Banking
  - Ph.D. Program, Institute of Finance and Banking
  - Department of Money and Banking
  - Department of Risk Management and Insurance
  - Department of Finance
  - Department of Accounting and Information Systems
  - Institute of Financial Planning
- College of Foreign Languages
  - Department of English
  - Department of Japanese
  - Department of German
  - Institute of Interpreting and Translation